# Ёидзуки
Ёидзуки (яп. 宵月, «Сумеречная Луна») — японский эскадренный миноносец времён Второй Мировой войны. Предпоследний вступивший в строй представитель серии эсминцев  типа «Акидзуки».

## Строительство
Корпус корабля был заложен 25 августа 1943 года на верфи «Урага» в Йокосуке (по первоначальным планам должен был строиться на верфи «Мицубиси» в Нагасаки), спущен на воду 25 сентября 1944 года. Вступил в строй 31 января 1945 года.

## История службы

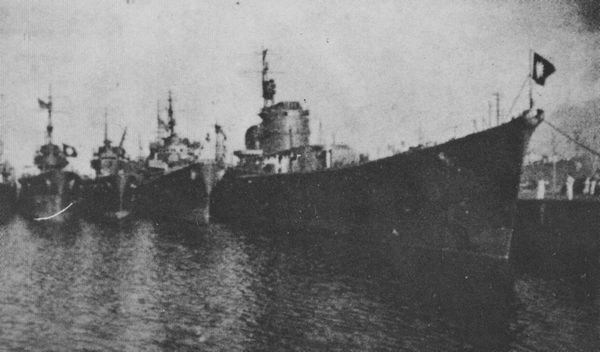
«Фэнь Ян»

После вступления в строй зачислен в состав 11-го дивизиона эскадренных миноносцев. 16 февраля принимал участие в отражении налёта на Йокосуку. 23 февраля прибыл в Куре и до начала лета не покидал Внутреннего моря.
25  мая «Ёидзуки» был переведён в состав 41-го дивизиона 31-й эскортной эскадры. 5 июня он подорвался на мине, получив незначительные повреждения, которые были исправлены в ходе ремонта в Куре. Август корабль провёл на приколе.
Исключён из списков ВМФ Японии 5 октября 1945 года. Использовался для перевозки репатриантов. В марте 1946 «Ёидзуки», доставлявший их из Австралии на Тайвань, оказался в центре скандала с массовой гибелью бывших пленных от голода и условий содержания, получив ту же мрачную славу, что и более ранние корабли ада.
29 августа 1947 года передан Китаю по репарациям, получил название «Фэнь Ян» (кит. 汾陽). До февраля 1949 года стоял на приколе в Циндао, затем был уведён сторонниками Чан Кайши на Тайвань. Предпринимались попытки ввести его в строй (в частности, планировалось установить на нём исходное основное вооружение и 40-мм зенитные автоматы), особенно после начала Корейской войны. Успеха они не имели, и разоружённый корабль простоял на приколе до 1963 года, пока не был сдан на слом.

## Командиры
5.12.1944 — 31.1.1945 капитан 2 ранга (тюса) Котаро Накао (яп. 中尾小太郎);
10.2.1945 — 5.10.1945 капитан 2 ранга (тюса) Масами Араки (яп. 荒木政臣).